# Terri Kwan
Terri Kwan (čínsky: 關穎; pchin-jin: Guan Ying; * 2. července 1976 Tokio) je tchaj-wanská herečka, modelka, zpěvačka a spisovatelka. 

## Život
Kwan se narodila 2. července 1976 v japonském Tokiu. Získala magisterský titul v oboru administrativy umění na Newyorské univerzitě. V roce 2001 se začala objevovat v reklamách a propagovat různé produkty, například vlasovou kosmetiku Tobaby nebo sluneční brýle JC.

### Kariéra
Pravidelně účinkuje ve filmech i televizních seriálech. V roce 2002 získala jednu ze svých prvních hlavních rolí v tchaj-wanském filmu Drop Me a Cat, kde se objevila po boku japonského herce Šindžiho Takedy. Ztvárnila také postavu Ruby v prvním čínsky psaném asijském filmu produkce Warner Bros. s názvem Turn Left, Turn Right. Ve filmu učinkovali také Takeši Kaneširo a Gigi Leung. Za svůj výkon byla nominována na cenu za nejlepší herečku ve vedlejší roli na 40. ročníku udílení cen Zlatý kůň.
V roce 2007 se objevila po boku Petera Ho ve filmu My DNA Says I Love You, kde ztvárnili zamilovaný pár. Následně v roce 2009 účinkovala v televizním seriálu Starlit, který se natáčel v Šanghaji, společně s Jerrym Yanem. Zahrála si zde pacientku trpící vzácnou amyotrofickou laterální sklerózou. Ve stejném roce učinkovala i v dalším tchajwanském filmu Prince of Tears, který měl premiéru na 66. filmovém festivalu v Benátkách. Byla členkou poroty sekce „New Currents“ na 14. ročníku (2009) Mezinárodního filmového festivalu v Pusanu. Měla ztvárnit roli političky Sung Mej-ling v televizním seriálu Untold Stories of 1949, jehož natáčení začalo koncem roku 2010.
Krom herecké kariéry se věnuje psaní, vydala vlastní knihu. 